# Trachelas scopulifer
Trachelas scopulifer là một loài nhện trong họ Trachelidae.
Loài này thuộc chi Trachelas. Trachelas scopulifer được Eugène Simon miêu tả năm 1896.